# Точка (тактический ракетный комплекс)
«То́чка» (индекс ГРАУ — 9K79, по классификации НАТО — SS-21 Scarab A — «Скарабей», по договору РСМД — ОТР-21) — советский тактический ракетный комплекс дивизионного звена (с конца 1980-х годов переведён в армейское звено) разработки Коломенского КБ машиностроения под руководством Сергея Павловича Непобедимого.

## История
До разработки комплекса «Точка» на вооружении войск СССР состояли ракетные комплексы «Луна-М», точность и дальность которых оставляла желать лучшего. Разработка нового комплекса была начата по постановлению Совета Министров № 148-56 от 4 марта 1968 года, согласно которому главным исполнителем было назначено КБ машиностроения (Коломна) под руководством оружейного конструктора Непобедимого. Были определены другие предприятия-участники проекта: шасси должен был изготовлять Брянский автомобильный завод (БАЗ), систему управления разрабатывал ЦНИИ автоматики и гидравлики, пусковую установку — производственное объединение «Баррикады».
Испытания нового комплекса началось через три года, в 1973 году уже началось серийное производство, но на вооружение Советской армии комплекс поступил только начиная с 1975 года. Комплекс оснащался ракетами 9М79 в двух исполнениях боевой части: осколочно-фугасной и ядерной. Дальность полёта новой ракеты составила 70 км с КВО в 250 метров.
Сразу после приёма комплекса на вооружение начались работы над модификацией ракеты, оснащённой новыми электронными компонентами. В результате модернизации новая ракета, оснащённая пассивной радиолокационной головкой самонаведения, в 1983 году получила обозначение «Точка-Р». Однако новым требованием военных представителей являлось улучшение ТТХ комплекса, в первую очередь — увеличение дальности полёта и повышение точности. С 1984 года начались работы по очередной модернизации всего комплекса, получившее название «Точка-У» (индекс ГРАУ — 9К79-1, обозначение НАТО — SS-21 Scarab B). Испытания проводились с 1986 по 1988 год, а через год комплекс был принят на вооружение и стал поступать в войска на замену ранних модификаций.
Производство ракет велось на Воткинском машиностроительном заводе (по другим данным — на Петропавловском заводе тяжёлого машиностроения, г. Петропавловск, Казахская ССР), производство специальных шасси для пусковых установок (ПУ) БАЗ-5921 и транспортно-заряжающих машин (БАЗ-5922) — на Брянском заводе специального автомобилестроения, сборка ПУ осуществлялась на ПО «Баррикады». В производственном цикле составляющих ракетного комплекса были задействованы предприятия всего Советского Союза.

## Ракета
Ракета комплекса «Точка-У» представляет собой управляемую бортовой инерциальной системой на всём участке полёта одноступенчатую твердотопливную ракету, состоящую из ракетной части 9М79М (9М79-1) и неотделяемой в полёте головной части (ГЧ). Ракетная и головная части соединяются шестью откидными болтами и кабелем электрической связи. Широкая номенклатура взаимозаменяемых головных частей расширяет круг решаемых комплексом задач и увеличивает его эффективность в конкретных условиях применения. Окончательно собранные ракеты в обычном (неядерном) снаряжении могут храниться в течение 10 лет. В войска ракеты поступали сразу в собранном виде, готовом к применению, при проведении обслуживания извлекать приборы из ракеты не требуется.
Бортовая инерциальная система управления оснащена бортовым вычислительным комплексом, гироскопом 9Б64 и датчиками угловых скоростей и ускорений, обеспечивающими коррекцию полёта ракеты и высокую точность поражения.

### Ракетная часть
Ракетная часть (РЧ) выполняет функцию доставки головной части к цели и состоит из корпуса РЧ, включающего приборный, двигательный, хвостовой отсеки, аэродинамические поверхности и два кабельных ствола, а также из двигательной установки (ДУ) и приборов бортовой системы управления (БСУ). Корпус приборного отсека (ПО) расположен в передней части РЧ, герметично закрыт крышкой и представляет собой цилиндрическую обечайку с рёбрами жёсткости, изготовленную из алюминиевого сплава. На переднем шпангоуте ПО расположены элементы для крепления ГЧ, а в нижней части ПО — транспортировочный бугель и отрывной электроразъём, через который приборы бортовой СУ связаны с наземной аппаратурой пусковой установки (ПУ). Оптическая связь между системой прицеливания СПУ (или приборами АКИМ 9В819) и БСУ ракеты обеспечивается иллюминатором на правой стороне ПО.
Корпус ДУ расположен в средней части РЧ и представляет собой цилиндрическую конструкцию из высокопрочной стали, имеющую 3 шпангоута: передний, средний, задний. На верхней части переднего и заднего шпангоутов крепятся транспортировочные бугели, а в нижней их части приварены пусковые бугели. На среднем шпангоуте закреплены 4 узла установки крыльев.
Хвостовой отсек (ХО) — конической формы, имеет продольные рёбра жёсткости, изготовлен из алюминиевого сплава и является обтекателем соплового блока ДУ. Также в корпусе ХО расположены турбогенераторный источник питания вместе с исполнительными органами системы управления, а на задней части корпуса ХО расположены 4 узла крепления решётчатых аэродинамических и газоструйных рулей. В нижней части ХО установлен датчик схода. На верхней части корпуса находятся два люка для проведения с ракетой регламентных работ, а в нижней части ХО имеются два отверстия для выхода газов работающего турбогенераторного источника питания (ТГИП).
Крестообразное оперение ракеты включает в себя 4 неподвижных крыла (складывающихся в транспортном положении попарно), 4 аэродинамических и 4 газоструйных руля.
Однорежимный твердотопливный ракетный двигатель представляет собой камеру сгорания с сопловым блоком и размещёнными в ней топливным зарядом и системой воспламенения. Камера сгорания состоит из эллипсоидного переднего торца, заднего торца с сопловым блоком и цилиндрического корпуса, изготовленных из высоколегированной стали. Внутренняя сторона корпуса ДУ покрыта слоем теплозащитного покрытия. Сопловый блок состоит из корпуса и составного сопла; до момента старта сопло ДУ закрыто герметизирующей тарелью. Материалы, использованные в сопловом блоке: титановый сплав (корпус), прессованные материалы типа графит — кремний (вход и выход из сопла), силицированный графит и вольфрам (вкладыши в критическом сечении сопла и внутренняя поверхность вкладыша соответственно).
Система воспламенения топливного заряда, установленная на переднем торце камеры сгорания, включает в себя два пиропатрона 15Х226 и воспламенитель 9Х249. Воспламенитель представляет собой корпус, внутри которого помещены таблетки пиротехнического состава и дымный ракетный порох. При срабатывании пиропатроны зажигают воспламенитель, а тот в свою очередь — топливный заряд 9Х151.
Топливный заряд 9Х151 изготовлен из смесевого твёрдого топлива типа ДАП-15В (окислитель — перхлорат аммония, связующее — каучук, горючее — алюминиевый порошок), представляет собой цилиндрический моноблок, основная часть внешней поверхности которого покрыта бронировкой. Во время работы двигателя заряд горит как по поверхности внутреннего канала, так и по переднему и заднему торцам, имеющим кольцевые проточки, и по небронированной внешней поверхности, что позволяет обеспечить почти постоянную площадь горения в течение всего времени работы ДУ. В камере сгорания заряд закреплён при помощи узла крепления (из покрытого резиной текстолита и металлического кольца), зажатого с одной стороны между шпангоутом заднего днища и корпуса ДУ, а с другой стороны прикреплённого к кольцевой выточке заряда. Такая конструкция узла крепления предотвращает протекание газов в область хвостового отсека, одновременно позволяя сформировать в кольцевом зазоре (между зарядом и корпусом) относительно холодную застойную зону, препятствующую прогоранию стенок камеры сгорания и одновременно компенсирующую внутреннее давление на топливный заряд.
Бортовая система управления
Ракета имеет автономную инерциальную бортовую систему управления (БСУ) с гиростабилизированной платформой (ГСП) и бортовым цифровым вычислительным комплексом (БЦВК). В БСУ реализован алгоритм терминального наведения на цель, когда попадающая траектория рассчитывается на всём протяжении полёта и ракета управляется вплоть до падения в точку прицеливания. Это отличает «Точку» от более ранних тактических ракетных комплексов, например 9К72 «Эльбрус», в котором реализован функциональный метод наведения — когда управление ракетой заключается в определении момента выключения двигателя (обычно по достижении заданной величины и направления скорости движения ракеты, так называемая «функция отсечки тяги по псевдоскорости»), а далее ракета (или её ГЧ) движется по траектории свободно брошенного тела.
В состав БСУ входит ГСП (или командно-гироскопический прибор — КГП), дискретно-аналоговое вычислительное устройство (ДАВУ), блок автоматики гидропривода, блок управления турбогенераторным источником питания (ТГИП) и датчик угловых скоростей и ускорений типа ДУСУ1-30В, расположенные внутри корпуса приборного отсека. Исполнительными органами БСУ являются решётчатые аэродинамические рули, приводимые в действие гидравлическими рулевыми машинками. На стартовом участке траектории, когда скорость ракеты недостаточна для эффективного действия аэродинамических рулей, управление происходит с помощью газоструйных рулей из тугоплавкого вольфрамового сплава, установленных на одном валу с решётчатыми. Снабжение бортовых потребителей электроэнергией осуществляется от турбогенераторного источника питания, приводимого во вращение горячим газом, вырабатываемым блоком газогенераторов. И гидропривод рулей (в составе 4 рулевых машинок и питающей гидравлической установки), и ТГИП (в составе газотурбинного блока и блоков сопротивлений и регуляторов) располагаются в хвостовом отсеке, электрическая связь между приборами в ПО и ХО осуществляется с помощью комплекта кабелей через кабельные стволы в корпусе ракеты.
Модификации ракет комплекса
- 9М79Б с ядерной боевой частью АА-60 мощностью 10 кт
- 9М79Б1 с ядерной боевой частью особой важности АА-86
- 9М79Б2 с ядерной боевой частью АА-92
- 9М79Ф с осколочно-фугасной боевой частью сосредоточенного действия 9Н123Ф (9М79-1Ф)
- 9М79К с кассетной боевой частью 9Н123К (9М79-1К)
- 9М79ФР с осколочно-фугасной БЧ и пассивной радиолокационной ГСН 9Н123Ф-Р (9М79-1ФР)

### Головные части

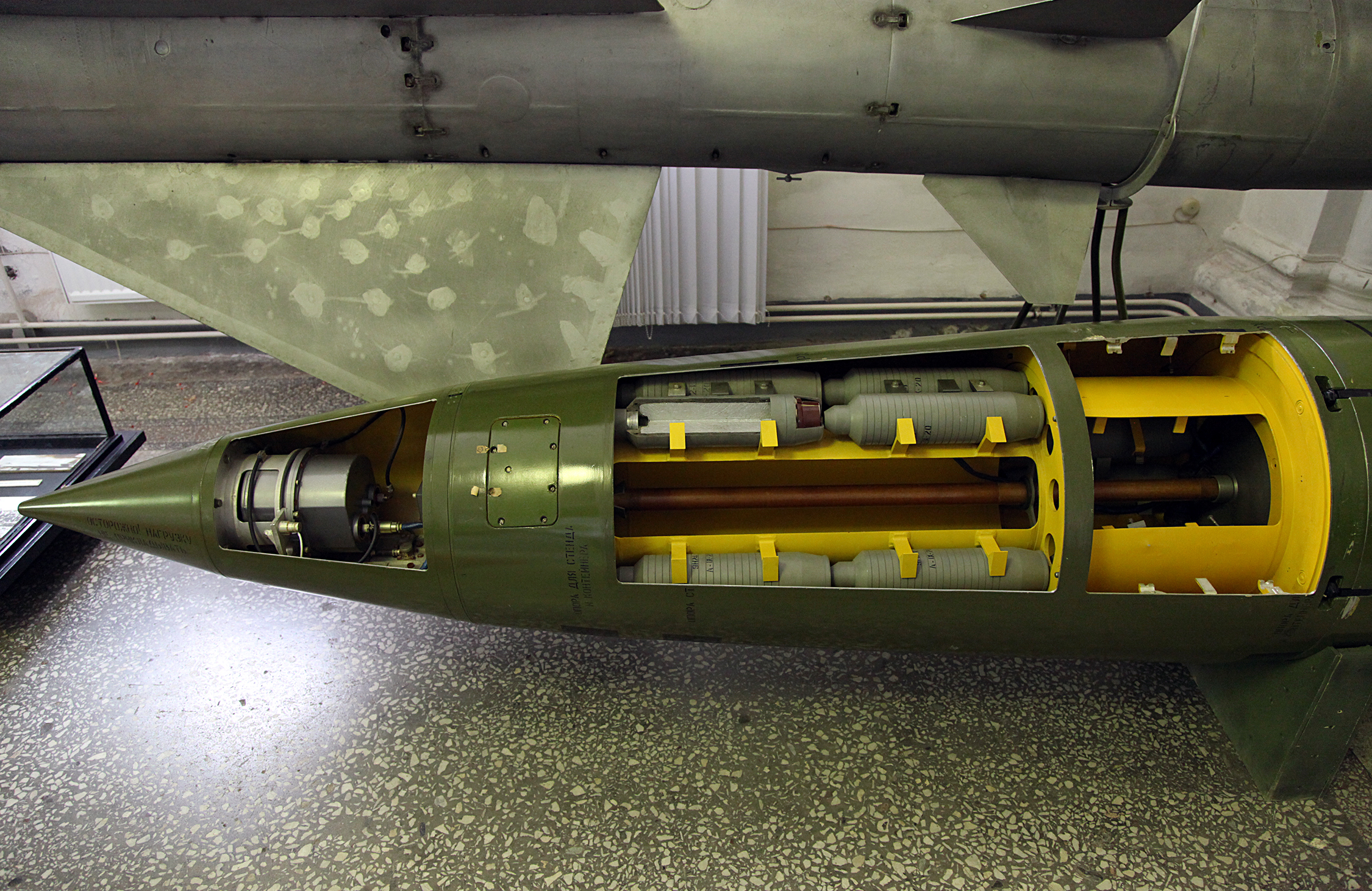
Разрезной макет кассетной БЧ 9Н123К в ВИМАИВиВС

За годы разработки и эксплуатации РК для ракет 9М79М и 9К79-1 была создана широкая номенклатура типов боевого оснащения — разработаны и приняты на вооружение головные части, как в специальном (ядерном), так и в обычном снаряжении:
- 9Н39 — ядерная боевая часть с ядерным боевым блоком АА-60 мощностью 10-100 килотонн в тротиловом эквиваленте;
- 9Н64 — ядерная боевая часть с ядерным боевым блоком АА-68 мощностью до 100 килотонн в тротиловом эквиваленте;
- 9Н123Ф — осколочно-фугасная боевая часть с 162,5 кг взрывчатого вещества и 14’500 готовыми осколками. При взрыве на высоте 20 м осколками поражаются объекты на площади до 3 га. При подлёте к цели ракета совершает доворот (по углу тангажа), чтобы обеспечить близкий к 90° угол встречи заряда с целью для наиболее эффективного использования энергии взрыва БЧ. Для этого же ось заряда осколочно-фугасной ГЧ 9Н123Ф развёрнута относительно продольной оси ракеты на некоторый угол. Воздушный подрыв ГЧ 9Н123Ф производится на высоте 20 метров над поверхностью для достижения максимальной площади поражения;
- 9Н123К — кассетная боевая часть, содержащая 50 осколочных элементов с 1,5 кг взрывчатого вещества и 316 осколками в каждом. На высоте в 2'250 м над поверхностью автоматика производит раскрытие кассеты, вследствие чего осколками засеивается до 7 га. Предназначена для поражения живой силы и небронированной техники, расположенной на открытой местности;
- 9Н123Г и 9Н123Г2-1 — боевые части, снаряжаемые 65 элементами с отравляющими веществами. Всего в БЧ умещается 60 и 50 кг веществ соответственно. Информация о производстве или применении подобных БЧ отсутствует.

## Пусковая установка

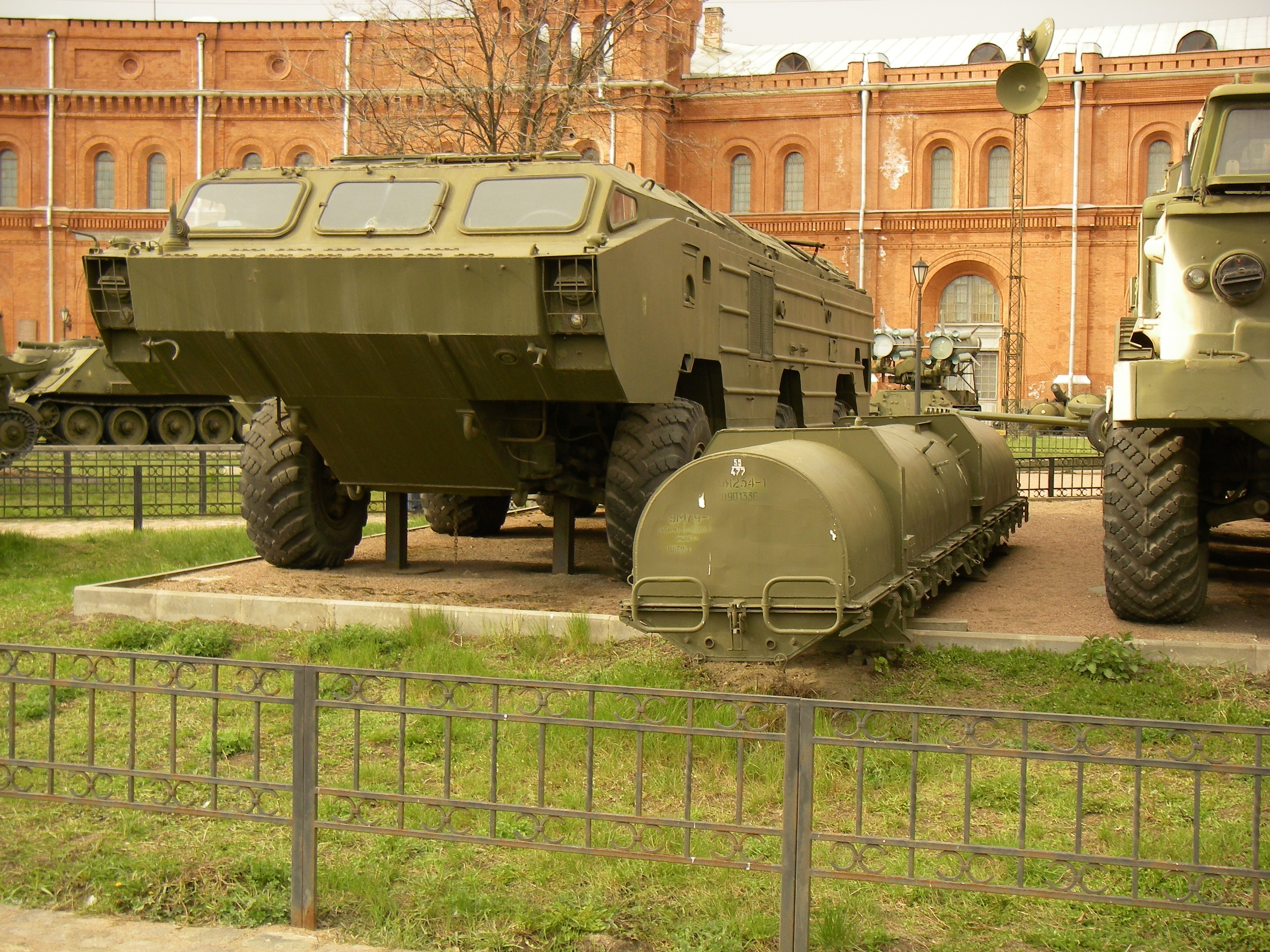
Пусковая установка 9П129 с контейнером 9Я234. Экспозиция Артиллерийского музея (Санкт-Петербург)

Пусковая установка смонтирована на трёхосном амфибийном автомобильном шасси БАЗ-5921. Передняя и задняя пары колёс — управляемые, что обеспечивает относительно небольшой радиус поворота — 7 метров. Состав аппаратуры пусковой установки обеспечивает возможность абсолютно автономного её применения, в её состав входят:
- наземная контрольно-пусковая аппаратура (НКПА);
- система прицеливания, обеспечивающая нацеливание ракеты по оптическому каналу;
- пульт установки полётных данных (НДПУ);
- аппаратура топогеодезической привязки;
- радиостанция Р-173;
- фильтро-вентиляционная установка.

## Оборудование комплекса

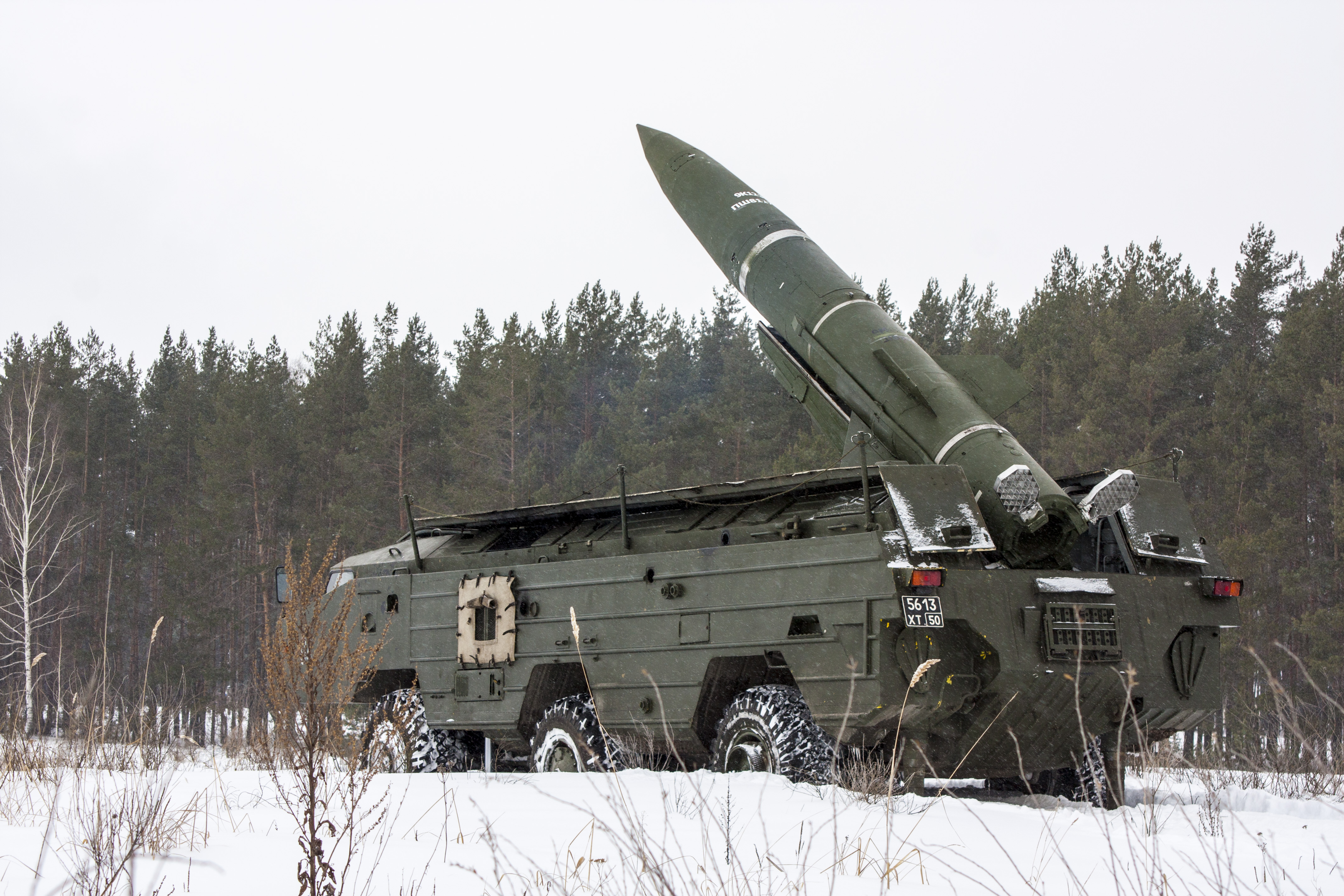
9П129-1М 448-й ракетной бригады в процессе развёртывания. 21 марта 2018 года

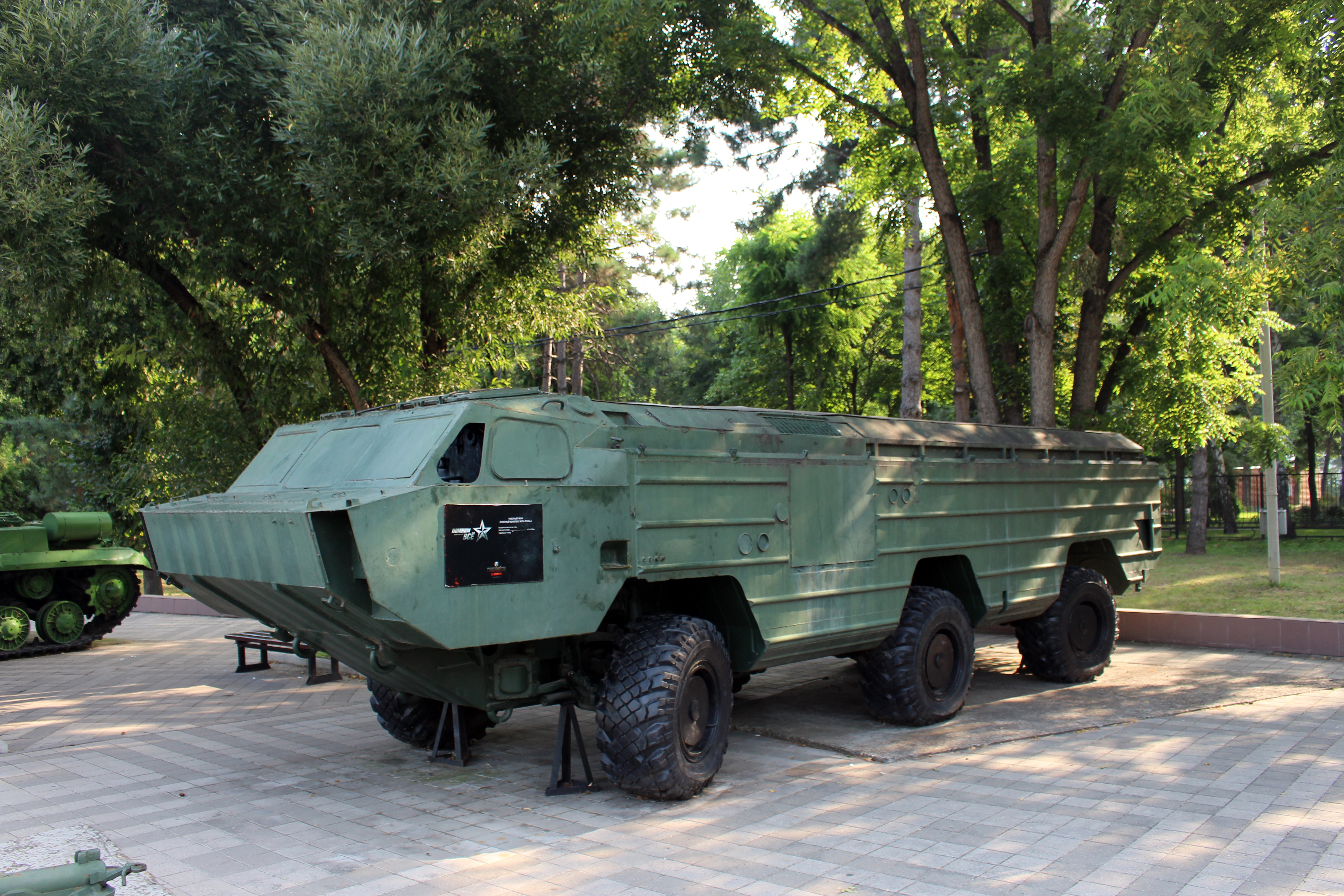
ТЗМ 9Т128-1 в музее «Оружие Победы», Краснодар

В состав ракетного комплекса входят:
- ракеты 9М79 (для комплекса «Точка-У» — 9М79-1) с различными типами головных частей;
- пусковая установка 9П129 или 9П129-1М (СПУ);
- транспортно-заряжающая машина 9Т218 или 9Т128-1 (ТЗМ);
- транспортная машина 9Т222 или 9Т238 (ТМ);
- автоматизированная контрольно-испытательная машина 9В819 или 9В819-1 (АКИМ);
- машина технического обслуживания 9В844 или 9В844М (МТО);
- комплект арсенального оборудования 9Ф370-1 (КАО);
- учебно-тренировочные средства:
  - тренажёр 9Ф625М;
  - габаритно-весовые макеты ракет (например 9М79К-ГВМ);
  - учебно-тренировочные ракеты 9М79-УТ и головные части 9Н123Ф(К)-УТ, 9Н39-УТ. 9Н123Ф-Р УТ;
  - разрезные учебные макеты ракет 9М79-РМ и головных частей 9Н123К-РМ[источник не указан 1208 дней].

## Тактико-технические характеристики
В скобках приведены данные для комплекса «Точка-У».
- Дальность стрельбы:
  - минимальная: 15 (15) км[6]
  - максимальная: 70 (120) км[5]
- Скорость ракеты: 1100 м/с[7]
- Стартовая масса: 2010 кг
- Тяга двигателя: 9788 кгс
- Время работы: 18—28 с[8]
- Подлётное время на максимальную дальность: 136 с[9]
- Боевые части (БЧ): массой до 482 кг, обычного, ядерного и химического снаряжения, согласно номенклатуре➤
- КВО: 165—235 м[10]
- Время подготовки к пуску:
  - из готовности № 1: 2 мин
  - с марша: 16 мин
- Масса пусковой установки (с ракетой и расчётом): 18145 кг
- Максимальная скорость передвижения ПУ с ракетой:
  - по шоссе: 60 км/ч
  - по грунтовым дорогам: 40 км/ч
  - по бездорожью: 15 км/ч
  - на плаву: 8 км/ч
- Запас хода боевых машин по топливу (с полной загрузкой): 650 км
- Технический ресурс боевых машин: 15000 км
- Экипаж: 3 чел.[10]

## Расход ракет
Расход ракет для уничтожения целей при точности определения координат цели 50 м
- Пусковые установки РСЗО — 2 9М79К, или 4 9М79Ф
- Батарея ракет типа MGM-52 — 2 9М79К, или 4 9М79Ф
- Батарея САУ или буксируемых орудий — 1 9М79К, или 2 9М79Ф
- Вертолёты на посадочных площадках — 1 9М79К, или 2 9М79Ф
- Склады боеприпасов — 1 9М79К, или 3 9М79Ф
- Поражение живой силы, небронированная техника, самолёты на стоянке, и т. д.
  - На площади 40 Га — 2 9М79К, или 4 9М79Ф
  - На площади 60 Га — 3 9М79К, или 6 9М79Ф
  - На площади 100 Га — 4 9М79К, или 8 9М79Ф

## Операторы

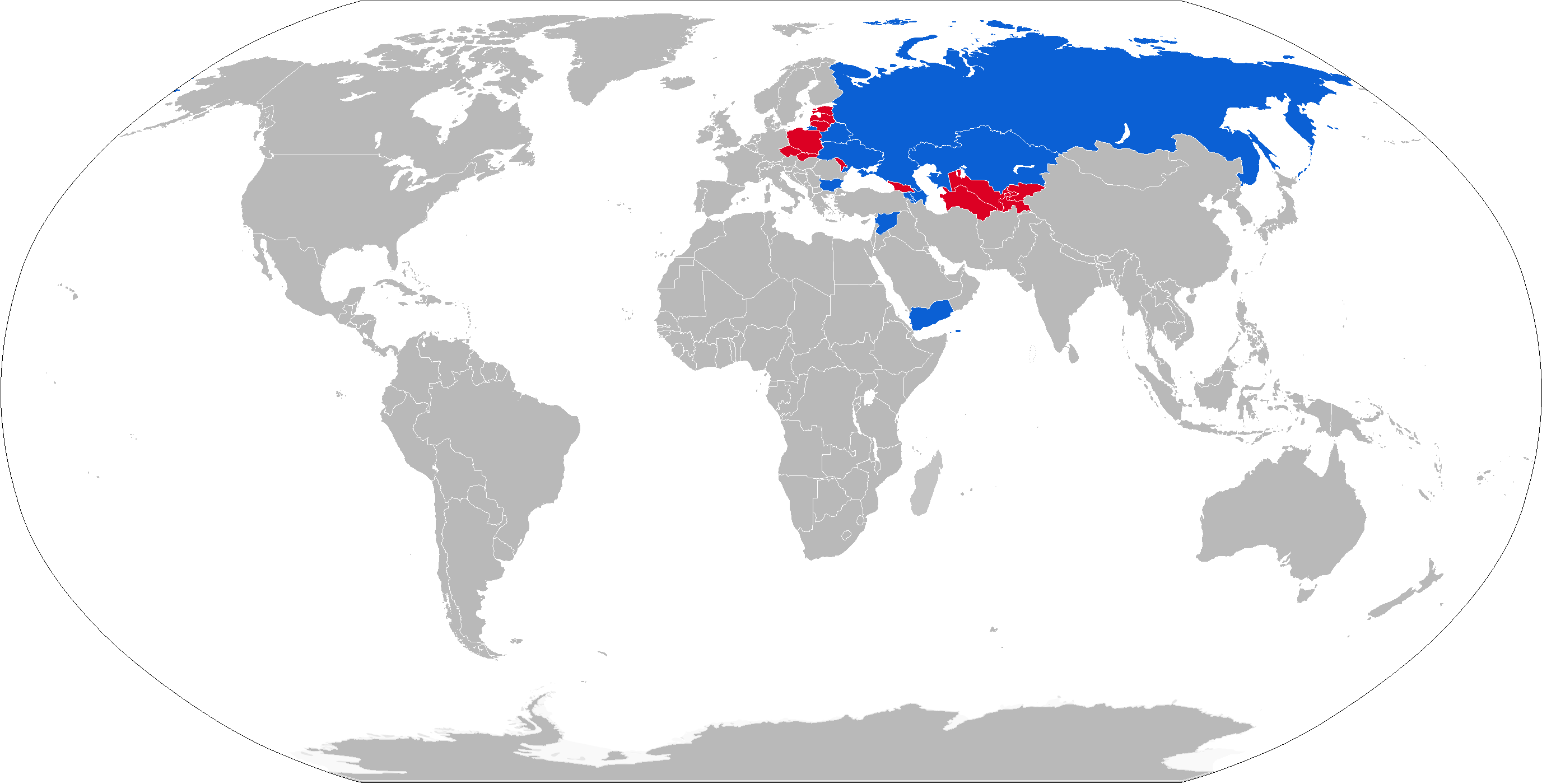
Карта операторов ТРК «Точка» на 2022 год.

### Действующие операторы
- Азербайджан — 3 9К79 по состоянию на 2023 год[11].
- Армения — более 3 9К79 по состоянию на 2023 год[11].
- Беларусь — 36 9К79 по состоянию на 2023 год[11].
- Болгария — несколько 9К79 по состоянию на 2023 год[11].
- Казахстан — 12 9К79 по состоянию на 2023 год[11].
- Россия — 50 9К79-1 по состоянию на 2024 год[12][13][14][15].
- Сирия — несколько 9К79, по состоянию на 2023 год[11]. Партию 9М79 РФ передала САА в 2017 году.[16]
- Украина — несколько 9К79, по состоянию на 2023 год[11]. К 2022 году сохранилось около 500 9М79.[17]

### Бывшие операторы
- Йемен — некоторое количество 9М79, по состоянию на 2021 год[18].
- Польша[19].
- СССР — по состоянию на 1991 год СССР располагал 250—300 ПУ Точка[20][21].
- Узбекистан — 5 единиц по состоянию на 2010 год[22].
- Чехословакия[19].

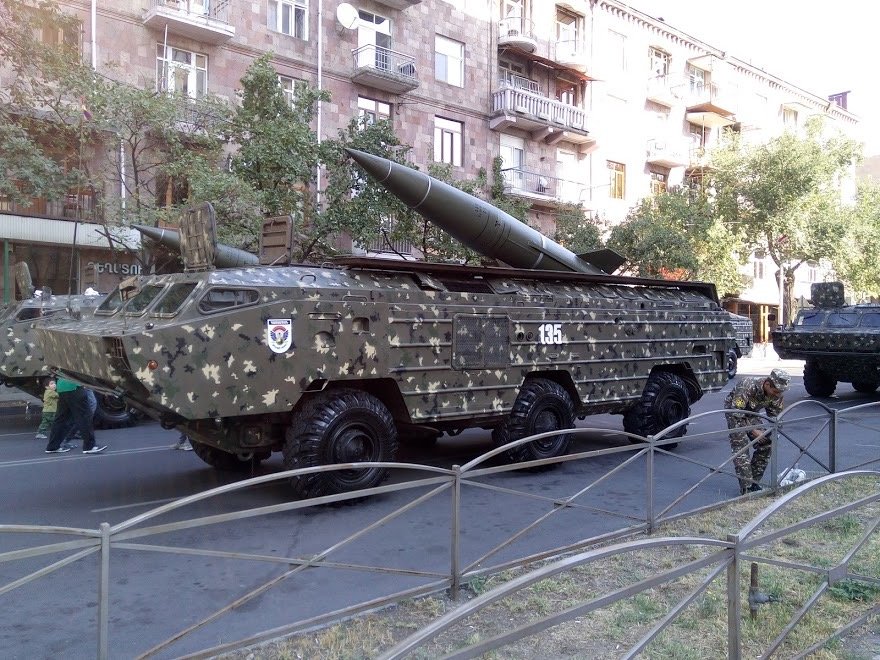
«Точка-У» на параде в Ереване, 2016 год
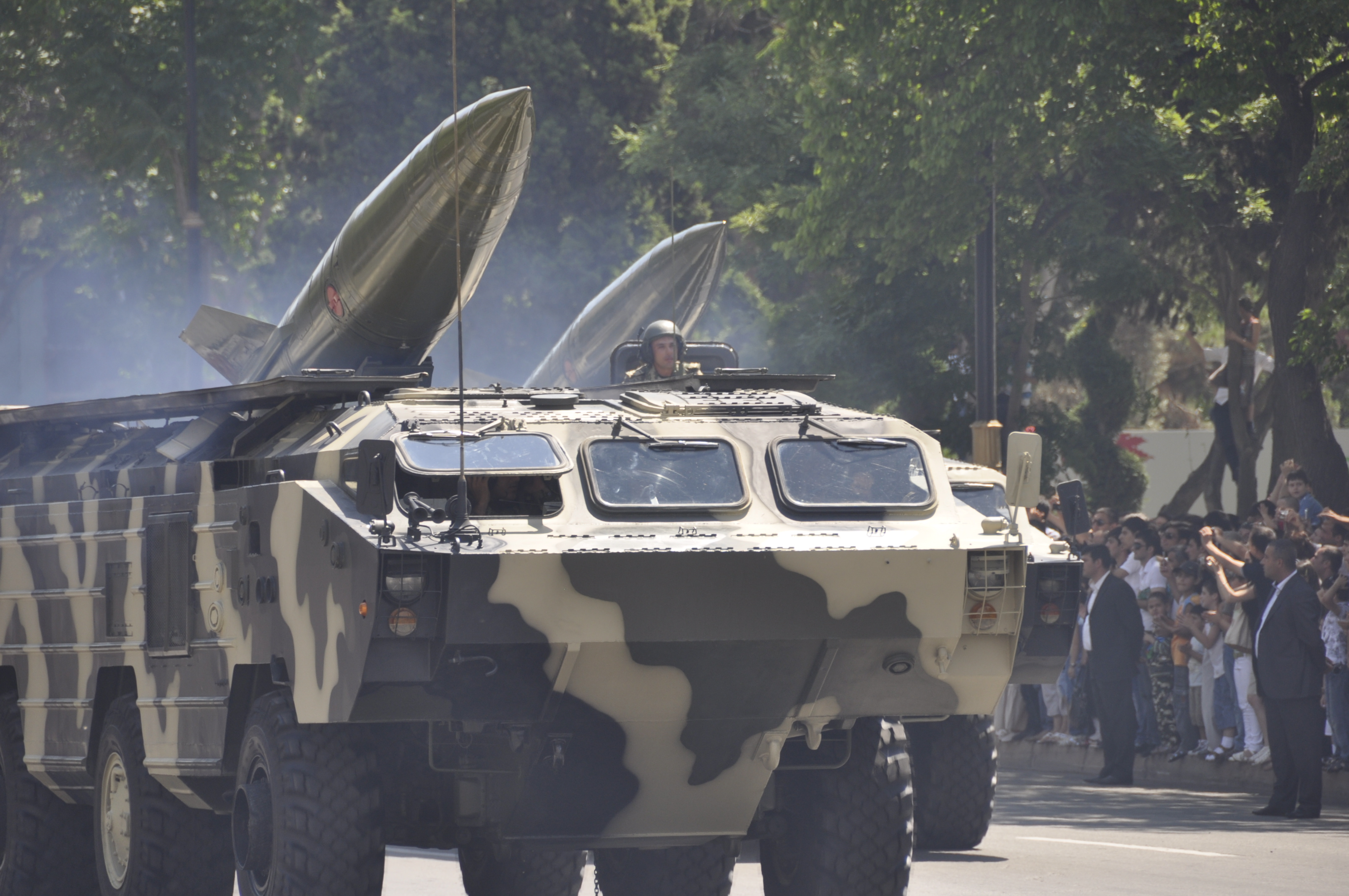
«Точка-У» на параде в Баку, 26 июня 2011 года
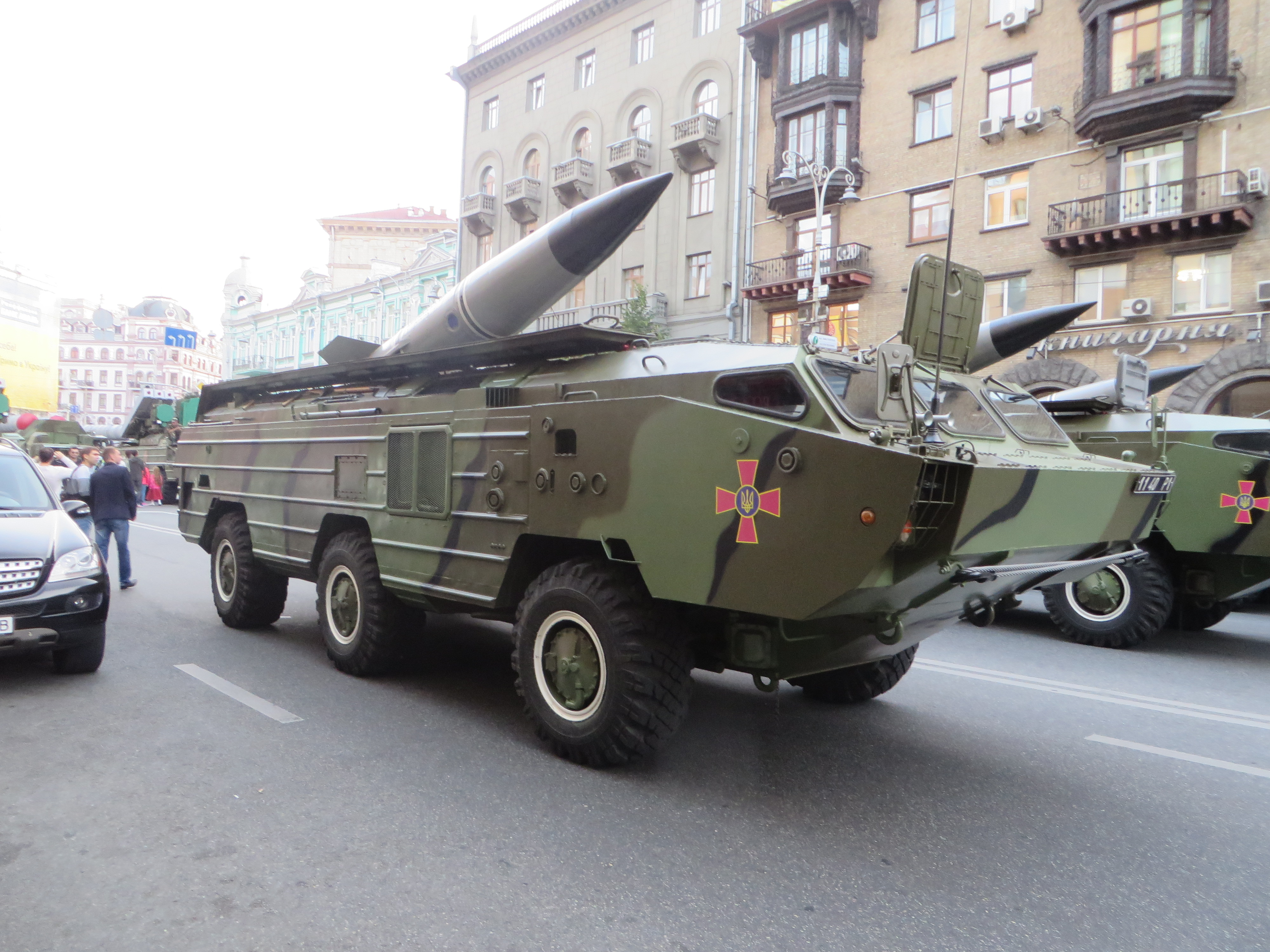
«Точка-У» на параде в Киеве, 2014 год
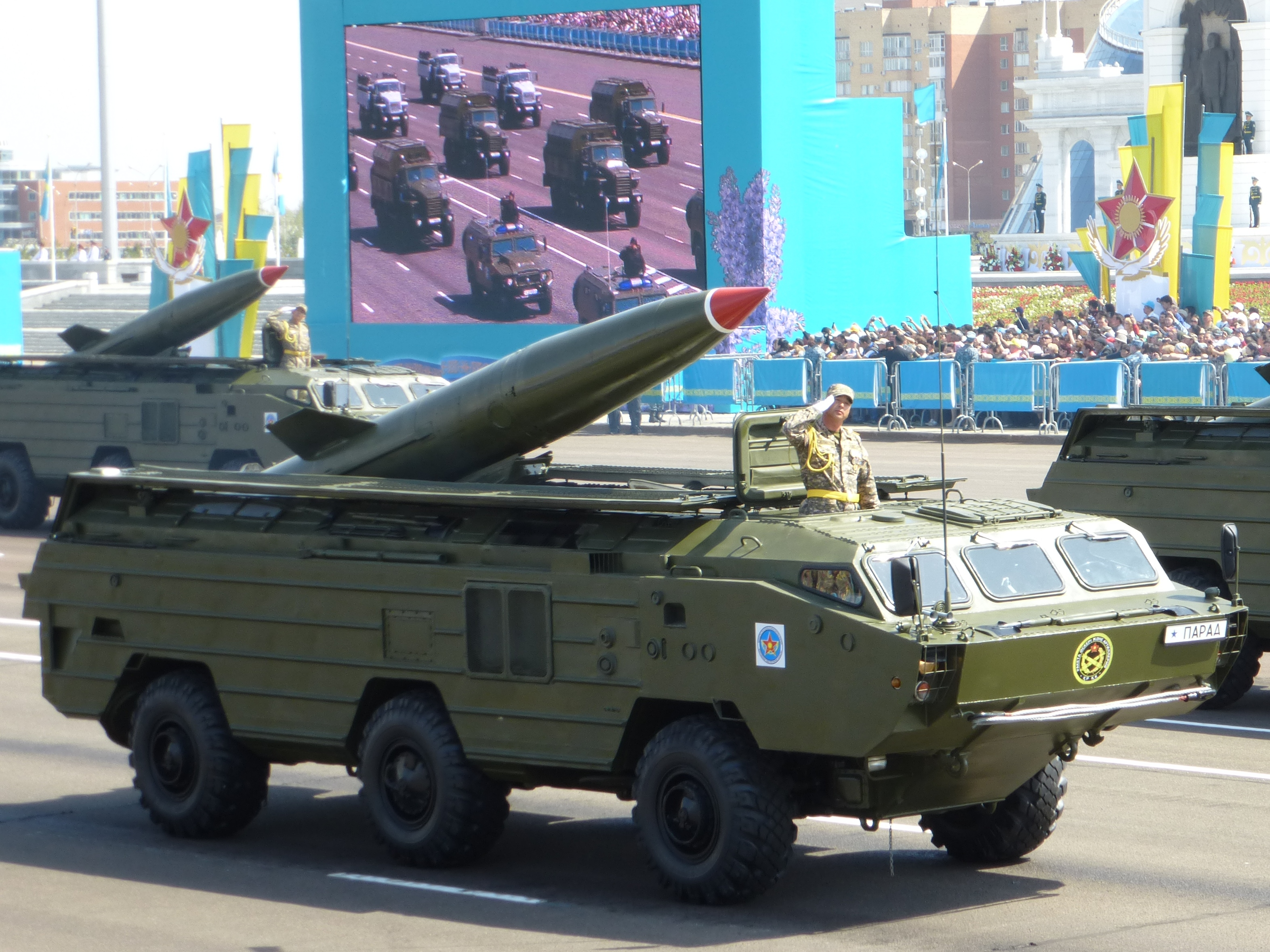
«Точка-У» на параде в Астане, 7 мая 2015 года
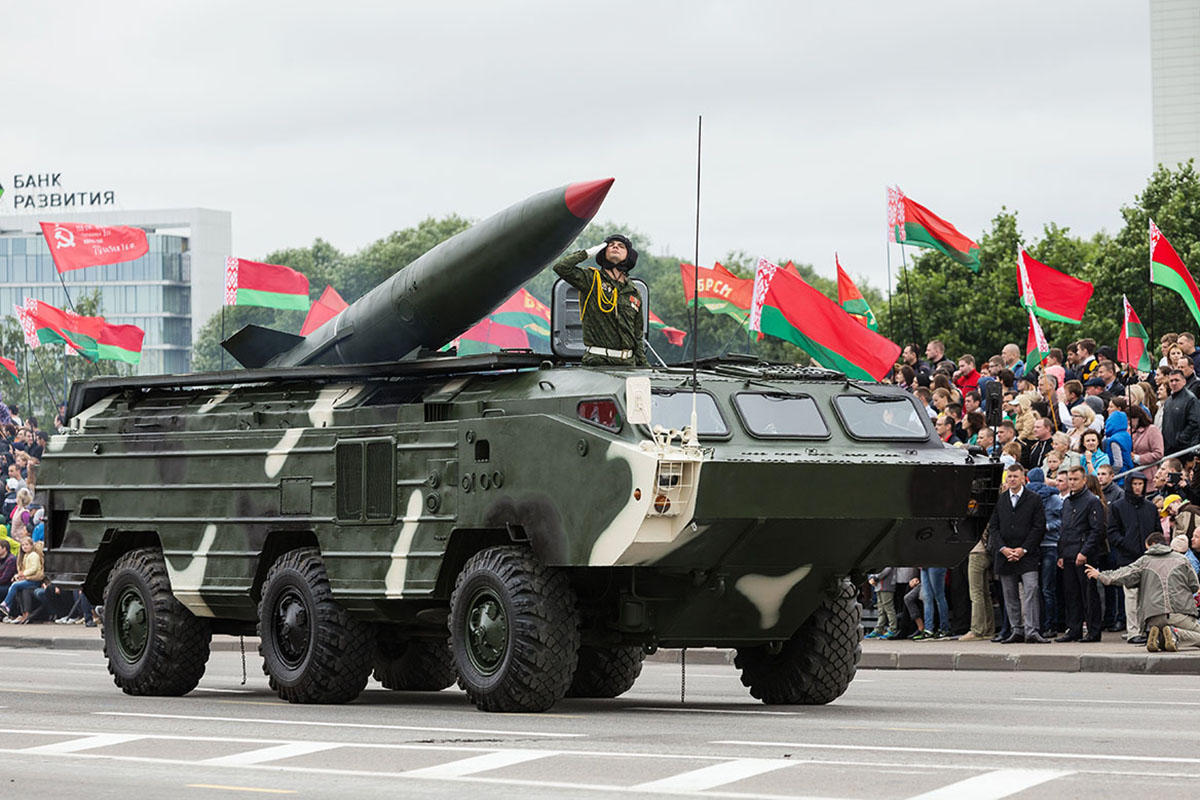
«Точка-У» на параде в Минске, 2017 год
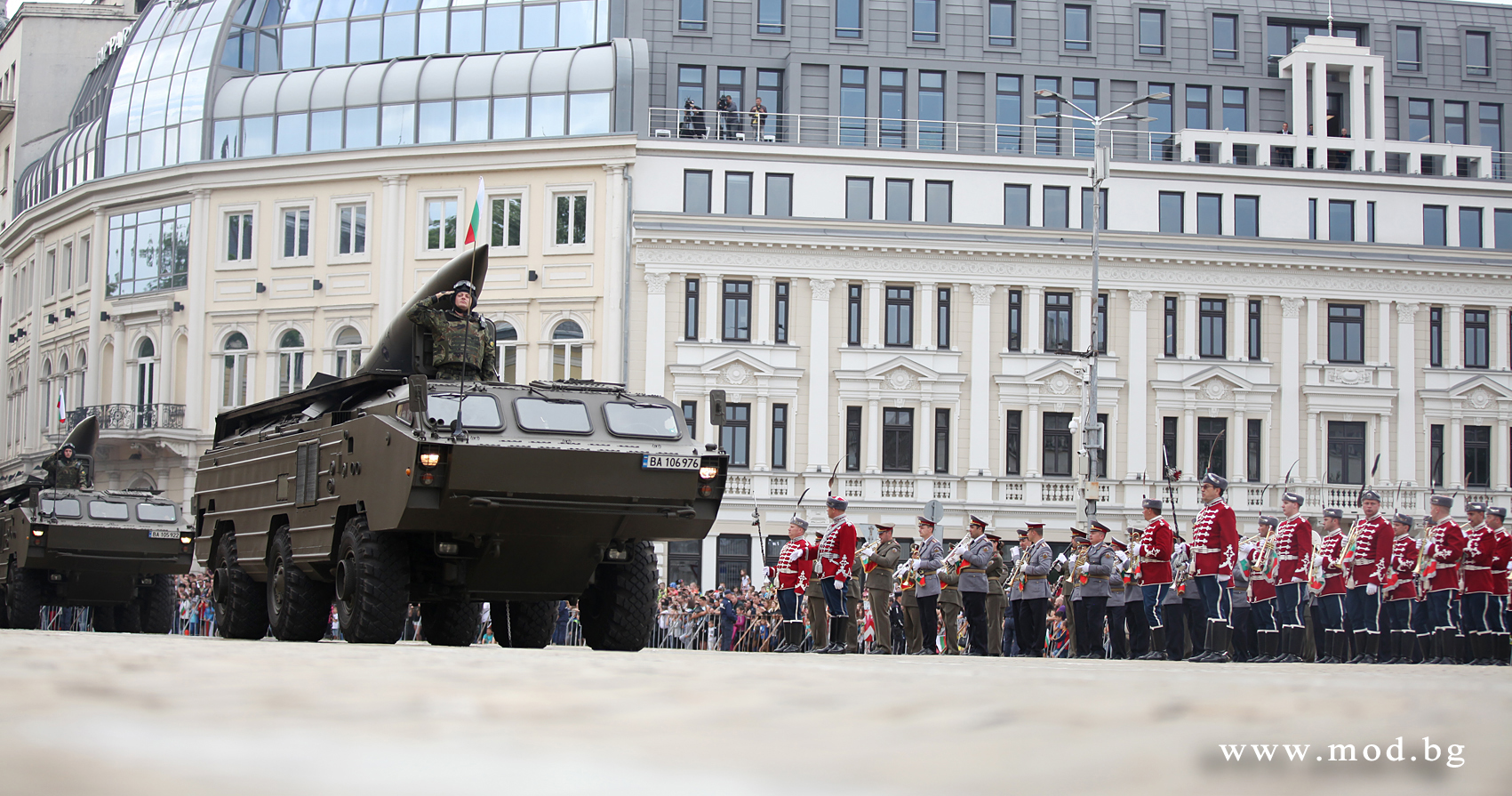
«Точка-У» на параде в Болгарии, 2018 год

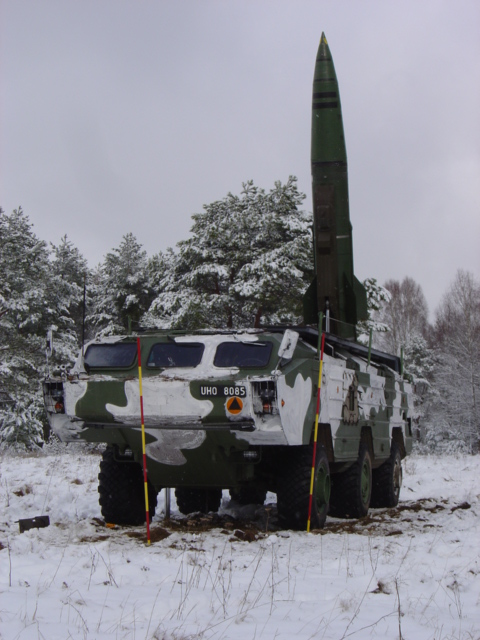
«Точка-У» вооружённых сил Польши (2004)

Комплексы 9К79 и 9К79-1, помимо Советской армии, состояли на вооружении стран Организации Варшавского договора и поставлялись за рубеж, преимущественно арабским странам Ближнего востока. После распада СССР все комплексы (порядка 250—300 пусковых установок «Точка» и ракет к ним) были разделены между бывшими республиками, большая часть пусковых установок и ракет оказалась в России (до 465 ПУ «Точка» и «Луна-М» по состоянию на 1993 год) и на Украине (до 140 пусковых установок «Точка» и «Луна-М» по состоянию на 1993 год). Ввиду того, что производственные циклы СССР были разрушены в начале 1990-х годов, производство ракет более не возобновлялось. Так как гарантированный срок хранения готовых ракет составлял 10 лет, все страны, являющиеся операторами комплекса, инициировали постепенный переход к использованию более современных комплексов собственного (как в случае российского ОТРК «Искандер») или стороннего производства.
Так, сообщалось, что в России, в конце 2019 года состоялось перевооружение с комплексов «Точка-У» на ракетные комплексы «Искандер-М». На начало 2022 года, по данным The Military Balance, «Точка-У» не состояла на вооружении российских войск. Управление Верховного комиссара ООН по правам человека отмечает, что несмотря на заявления российских властей о снятии «Точки-У» с вооружения, после начала вторжения России в Украину имеются достоверные сведения об использовании их российской армией как минимум в 10 случаях. По данным Королевского объединённого института оборонных исследований, несмотря на почти полный отказ от «Точки-У» в 2019 году, российская промышленность открыла новую производственную линию по восстановлению и возврату старых запасов «Точка-У» для пополнения истощающихся запасов ракет «Искандер», таким образом комплекс был возвращен в боевое использование после начала вторжения на Украину.
По данным Института по изучению войны, по состоянию на 8 апреля 2022 года действующая в Донбассе 8-я гвардейская общевойсковая армия ВС РФ имеет комплексы «Точка-У» на вооружении. На начало 2023 года, по данным The Military Balance, на вооружении находится 50 единиц «Точка-У» в Сухопутных войсках ВС РФ.

## Боевое применение

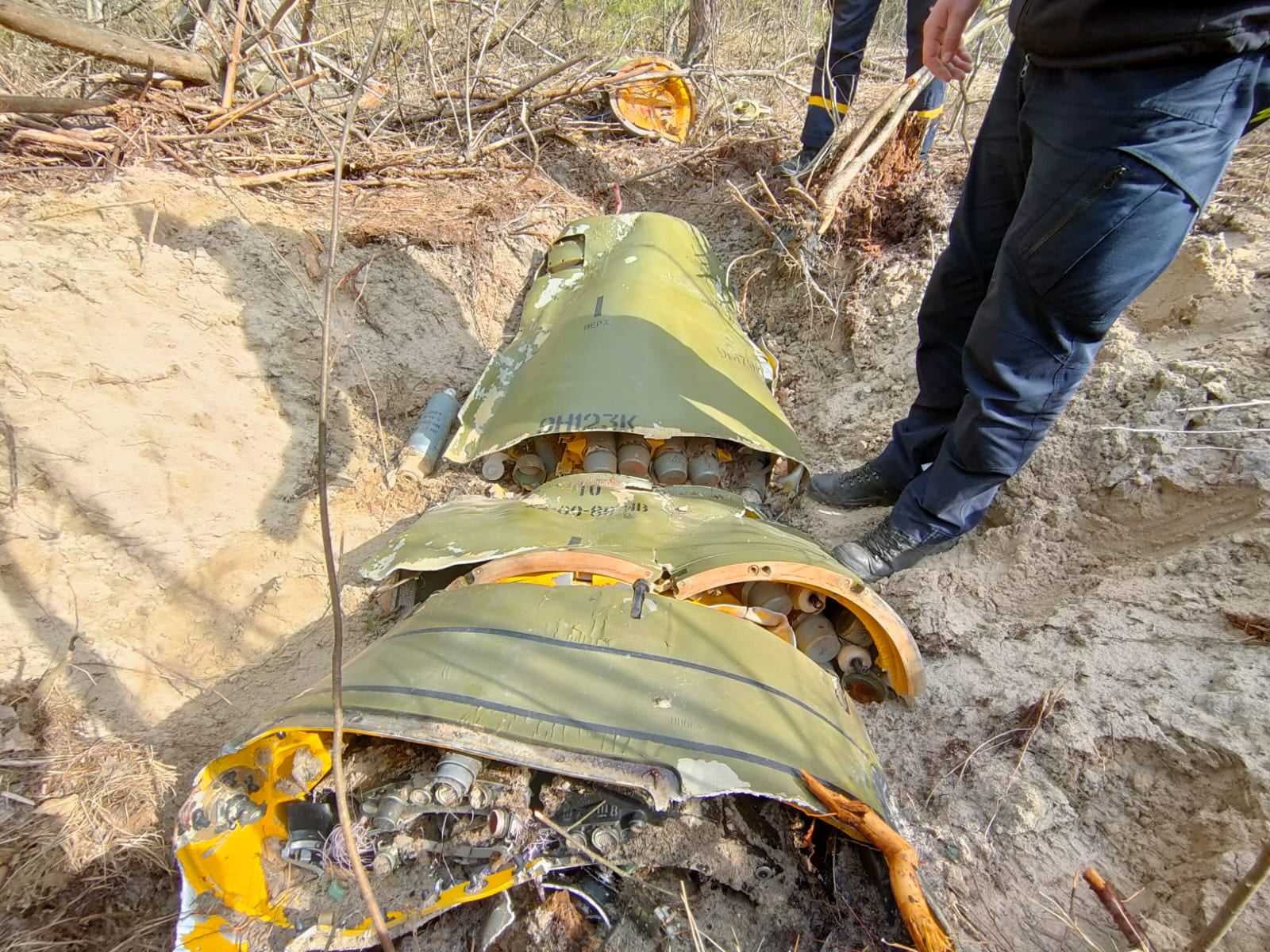
Остатки ракеты с неразорвавшейся кассетной БЧ в Черниговской области, апрель 2022

Во время демонстрации комплекса «Точка-У» на международной выставке IDEX-93 было выполнено 5 пусков, в ходе которых минимальное отклонение составило несколько метров, а максимальное менее 50 м.
Гражданская война в Йемене: первое применение ОТРК, использовались на стороне северных сил.
Первая чеченская война: комплекс активно использовался федеральными силами для уничтожения военных объектов в Чечне. В частности, комплекс применялся 58-й общевойсковой армией для нанесения ударов по позициям боевиков в районе Бамута. В качестве целей были выбраны крупный склад вооружения и укрепленный лагерь сепаратистов. Их точное местоположение было выявлено средствами космической разведки.
Вторая чеченская война: использовались на раннем этапе войны, в частности в операции по захвату Грозного было использовано около 60 ракет. 21 октября 1999 года был нанесен удар по центральному рынку Грозного боеголовкой с кассетной боевой частью, погибло до 140 человек, в основном мирные жители
Война в Грузии: от 15 до 20 единиц «Точка-У» использовались российской стороной для ударов по статичным целям и потенциальным группировкам грузинских войск
Война на Донбассе: «Точка-У» применялась украинской стороной в 2014—2015 годах, в частности, во время боёв за Саур-Могилу.
Вторая карабахская война: комплекс «Точка-У», согласно официальным сообщениям Министерства обороны Азербайджана, применялся армянской стороной. При этом, согласно заявлению Министерства, а также мнению военного эксперта Виктора Мураховского, ни одна из трёх выпущенных ракет не взорвалась.
Гражданская война в Сирии: комплексы «Точка-У» применялись Армией Сирии.

### Вторжение России на Украину
Ракетный комплекс используется украинской и российской сторонами в ходе вторжения России в Украину; так, Управление Верховного комиссара ООН по правам человека отмечает, что имеются достоверные сведения об использовании в 25 и 10 случаях соответственно. При этом по крайней мере в 20 случаях использовались суббоеприпасы, которые нанесли удар по населённой местности. 10 из этих случаев привели как минимум к 83 погибшим и 196 раненым: 4 на территории, контролируемой украинским властями (65 погибших и 148 раненых), 4 на территории, контролируемой пророссийскими силами (16 погибших и 41 раненый), 2 на территории, контролируемой российской армией (2 погибших и 7 раненых).
8 апреля 2022 года российская армия нанесла удар по железнодорожной станции в Краматорске ракетой комплекса «Точка-У» оснащённой кассетными боеприпасами, погибло по меньшей мере 58 гражданских лиц и ранения получили более 100 человек. Ранее было зафиксировано неоднократное использование Россией ракет 9М79К комплекса Точка-У с кассетной боевой частью 9Н123К в ходе российского нападения.
По данным королевского объединённого института оборонных исследований, российская сторона использует ракетный комплекс в качестве тактической артиллерии, для контрбатарейной стрельбы, поражения подразделений радиоэлектронной борьбы и командных пунктов в тылу. При этом отмечается низкая точность и эффективность: так, в бою по украинской гаубице М109 было нанесено три удара «Точка-У», при этом гаубица получила лишь легкие повреждения. Институт отмечает что с апреля 2022 года российская сторона использует устаревшую «Точка-У» вместо ОТРК Искандер и следствием такого ненадлежащего применения ракетного комплекса стало снижение точности и во многих случаях приводило к поражению гражданских сооружений. Причиной этого институт называет нехватку ракет, истощение других, более высокоточных систем вооружений, запасы которых были рассчитаны на краткосрочную стратегическую операцию.